# Berezauka
Die Berezauka (auch Berezovka) ist ein linksseitiger Nebenfluss der Düna im lettischen Bezirk Augšdaugava. Sie entsteht durch Zusammenfluss von Ilūkste (deutsch Illuxt, litauisch Alūksta) und Dviete. Sie fließt entlang des Aknīste-Hangs und mündet 500 m südlich der Glaudāni-Bank in die Düna. Nach manchen Quellen behält der Fluss den Namen Ilūkste bis zur Mündung in die Düna. Während der Überschwemmungen im Frühjahr, wenn sich in der Düna an der Untiefe bei Glaudāni eine Eisstauung bildet, überfluten die Gewässer die Berezauka total.